# بورتريه سيمونيتا فسبوتشي
بورتريه سيمونيتا فسبوتشي هي لوحة زيتية رسمها فنان عصر النهضة الإيطالي بييرو دي كوزيمو، اللوحة هي بورتريه لسيمونيتا فسبوتشي إحدى أجمل نساء عصرها، اللوحة حالياً ضمن مقتنيات متحف كونديه في فرنسا.